# キャピタル・ワン・アリーナ
キャピタル・ワン・アリーナ（Capital One Arena、旧称MCIセンター、ベライゾン・センター）はワシントンD.C.に位置する屋内競技場。

## 歴史
ワシントン中心部のチャイナタウンにあったキャピタル・センターの代わりに1997年12月2日にこけら落とし。
本アリーナはNHLのワシントン・キャピタルズ、NBAのワシントン・ウィザーズ、WNBAのワシントン・ミスティクスの本拠地としても使用される。
また、WWEのサマースラムでは2005年に、サイバー・サンデーも2007年に開催され、WCWは90年代後半に入ってから団体最大のイベントであるスターケードを本会場で例年開催していた。